# Холли, Лорен
Лорен Мишель Холли (англ. Lauren Holly; род. 28 октября 1963, Бристол, Пенсильвания) — американская актриса. Наиболее известна по телевизионному сериалу «Застава фехтовальщиков», где она играла помощницу шерифа Максин Стюарт, военной комедии «Убрать перископ», где сыграла роль лейтенанта Эмили Лэйк, а также по участию в фильме «Тупой и ещё тупее», где исполнила роль Мэри Свонсон.

## Биография
Лорен Холли родилась в городе Бристол (штат Пенсильвания). Её отец преподавал литературу в колледжах Хобарта и Уильяма Смитов, мать была историком, преподавала в университете Рочестера. Детство Лорен прошло в городе Женева (штат Нью-Йорк), там она окончила старшую школу, в которой некоторое время была чирлидером. Поступила в колледж имени Сары Лоуренс, а в 1985 году получила учёную степень бакалавра искусств по специальности «английская литература».
В возрасте 23 лет Холли приняла участие в телевизионной мыльной опере «Все мои дети», где в течение трёх лет исполняла роль Джулии Чендлер (1986—1989). В 1990 году сыграла персонаж из комиксов Бэтти в телевизионном шоу «Возвращение в Ривердэйл».
Мир большого кино открылся для неё в 1993 году, когда ей досталась роль Линды Ли Кэдвелл, жены легендарного Брюса Ли в автобиографичном фильме «Дракон: История жизни Брюса Ли». В следующем году к ней пришла самая известная роль — Мэри Свэнсон в фильме «Тупой и ещё тупее». В 1995 году Холли примерила на себя роль доктора Элизабет Тайсон в ремейке Сидни Поллака «Сабрина». Возможность подтвердить своё комедийное амплуа выпала актрисе в 1996, она сыграла лейтенанта Эмили Лэйк, единственную женщину на борту подводной лодки в фильме «Убрать перископ». Позднее снялась в сериале NCIS. В 2013 году снялась в сериале «Мотив».

## Личная жизнь
В 1991—1993 годы Лорен была замужем за актёром Дэнни Куинном.
В 1996—1997 годы Лорен была замужем за актёром Джимом Керри, роман с которым завязался во время съёмок фильма «Тупой и ещё тупее».
В 2001—2014 годы Лорен была замужем за банкиром-инвестором Фрэнсисом Греко. У бывших супругов есть три приёмных сына: Александр Джозеф Греко (род.2001), Джордж Греко (род.2003) и Генри Греко (род.2004). Их старший сын, Александр, был назван в честь погибшего брата Холли, Александра Иннеса Холли (11.07.1977—10.04.1992). Второй брат актрисы — Ник Холли — литературный агент в голливудском издательстве Дона Бушвальда.

## Фильмография

### Работа в кино
| Год  | Название на русском             | Название на языке оригинала      | Роль                    |  |
| 2009 | Адреналин 2: Высокое напряжение | Crank: High Voltage              | Консультант             |  |
| 2009 | Лучшие годы рок-н-ролла         | The Perfect Age of Rock 'n' Roll | Лиза Генсон             |  |
| 2008 | Chasing 3000                    | Chasing 3000                     | Мэрилин                 |  |
| 2006 | Поднятый флаг                   | Raising Flagg                    | Рэйчел Парди            |  |
| 2006 | Фатва                           | Fatwa                            | Мэгги Дэвидсон          |  |
| 2005 | Чамскраббер                     | The Chumscrubber                 | хозяйка магазина        |  |
| 2005 | Морская полиция: спецотдел      | NCIS                             | директор Дженни Шепард  |  |
| 2005 | Крёстный отец залива Гринбэй    | The Godfather of Green Bay       | Молли                   |  |
| 2005 | Большие гонки                   | Down and Derby                   | Ким Дэвис               |  |
| 2004 | U-429: Подводная тюрьма         | In Enemy Hands                   | миссис Рэйчел Трэверс   |  |
| 2002 | Сладкая парочка                 | Changing Hearts                  | Эмбер Коннорс           |  |
| 2002 | Траур                           | Pavement                         | Бакли Кларк             |  |
| 2001 | Унесённые призраками            | Spirited Away                    | Юко Огино (озвучивание) |  |
| 2000 | Последний продюсер              | The Last Producer                | Францес Чадвэй          |  |
| 2000 | Чего хотят женщины              | What Women Want                  | Жижи                    |  |
| 1999 | Энтропия                        | Entropy                          | Клэр                    |  |
| 1999 | Каждое воскресенье              | Any Given Sunday                 | Синди Руни              |  |
| 1998 | Не оглядываясь назад            | No Looking Back                  | Клаудия                 |  |
| 1998 | Денежные короли                 | Vig                              | Мэрибэт                 |  |
| 1997 | Турбулентность                  | Turbulence                       | Тэри Хэллорен           |  |
| 1997 | Улыбка, как у тебя              | A Smile Like Yours               | Дженнифер Робертсон     |  |
| 1996 | Красивые девушки                | Beautiful Girls                  | Дэриан Смоллс           |  |
| 1996 | Убрать перископ                 | Down Periscope                   | лейтенант Эмили Лэйк    |  |
| 1995 | Сабрина                         | Sabrina                          | Элизабет Тайсон         |  |
| 1994 | Тупой и ещё тупее               | Dumb and Dumber                  | Мэри Свонсон            |  |
| 1993 | Дракон: История жизни Брюса Ли  | Dragon: The Bruce Lee Story      | Линда Ли Кэдвелл        |  |
| 1990 | Приключения Форда Фэйрлэйна     | The Adventures of Ford Fairlane  | Джаз                    |  |
| 1986 | Band of the Hand                | Band of the Hand                 | Никки                   |  |
| 1985 | Семь минут на небесах           | Seven Minutes in Heaven          | Лиза                    |  |